# Astrocaryum campestre
Espèce
Astrocaryum campestre est une espèce de palmiers à feuilles pennées.